# 库克角
库克角（英語：Point Cook）是澳大利亚维多利亚州首府墨尔本中央商务区距离西南方向25公里的一个区。其当地政府地区是云登市。
从2007年起，库克角发展迅速，成为维多利亚州发展速度最快的区之一。位于北部威蓝町的威蓝町火车站服务于绝大部分的当地居民。

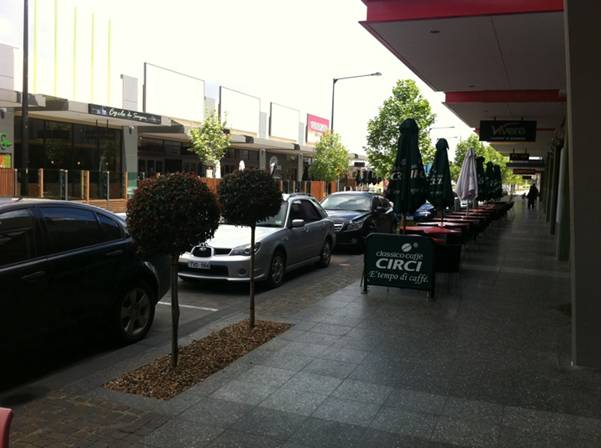
库克角商业中心的饭店、咖啡店